# Sparta Helsinki
Lo Sparta Helsinki è una squadra di pallamano maschile finlandese con sede a Helsinki.

## Palmarès

### Titoli nazionali
- Campionati finlandese: 3
1974-1975, 1975-76, 1976-77.